# George Stroumboulopoulos
 (novembre 2023).
Si vous disposez d'ouvrages ou d'articles de référence ou si vous connaissez des sites web de qualité traitant du thème abordé ici, merci de compléter l'article en donnant les références utiles à sa vérifiabilité et en les liant à la section « Notes et références ».
George Mark Paul Stroumboulopoulos, né le 16 août 1972, est un animateur de télévision canadien. Il anime depuis 2005, sur la télévision de service public canadienne anglophone CBC Television, l'émission George Stroumboulopoulos Tonight. Il a été vidéo-jockey pour la chaîne de télévision musicale canadienne MuchMusic de 2000 à 2004. 
Il a été l'animateur de l'émission de téléréalité américaine The One: Making a Music Star diffusée en 2006 sur ABC et CBC, mais sa diffusion a été annulée deux semaines plus tard faute d'audience.
Né à Malton, à Mississauga, en Ontario, d'un père égyptien d'origine grecque et d'une mère ukrainienne, il a grandi dans la ville de Toronto.